# Idrissa Laouali
Idrissa Laouali (sinh ngày 11 tháng 9 năm 1979 ở Niger) là một tiền vệ bóng đá người Niger thi đấu cho đội bóng tại Gabon Championnat National D1 Mangasport. Biệt danh của anh là Pele.

## Sự nghiệp
Trước đó anh thi đấu cho câu lạc bộ Burkina Faso Rail Club du Kadiogo và AS-FNIS từ Niger. Anh thi đấu cho AS-FNIS tại African Club Competitions 2003.

## Sự nghiệp quốc tế
Idrissa là một thành viên và là đội trưởng của Đội tuyển bóng đá quốc gia Niger.